# Диселенид титана
Диселенид титана — бинарное неорганическое соединение
титана и селена
с формулой TiSe2,
кристаллы.

## Получение
- Реакция чистых веществ в инертной атмосфере:

{\displaystyle {\mathsf {Ti+2Se\ {\xrightarrow {T}}\ TiSe_{2}}}}

## Физические свойства
Диселенид титана образует кристаллы нескольких модификаций:
- при отжиге при температуре 800-900°С — моноклинной сингонии, параметры ячейки a = 0,3608 нм, b = 0,619 нм, c = 1,194 нм, β = 90,36°, структура типа искажённого дииодида кадмия CdI2;
- при отжиге при температуре 500-600°С или 1000°С — гексагональной сингонии, параметры ячейки a = 0,3593 нм, c = 0,5982 нм, Z = 1, структура типа дииодида кадмия CdI2 [1][2][3].

Соединение имеет область гомогенности 61,24÷61,98 ат.% селена.